# Rimator pasquieri
Rimator pasquieri là một loài chim trong họ Pellorneidae.